# Vedische Religion
Die vedische Religion ist die älteste in Schriftzeugnissen nachweisbare Religion Indiens. Sie baut auf den komplexen animistischen Traditionen der indoarischen Bevölkerungen Südasiens sowie der Oasenkulturen im südlichen Zentralasien auf und ist polytheistisch sowie auf das religiöse und rituelle Opfer ausgerichtet. Die vedische Religion unterscheidet sich stark vom heutigen Hinduismus, und kam hauptsächlich in Indien vor, wurde aber auch im heutigen Syrien und der Türkei nachgewiesen, wo sie mit den Mittani beziehungsweise deren Oberschicht in Verbindung gebracht wird.
Die Schriften der vedischen Religion sind in den Veden erhalten, deren Ursprünge wahrscheinlich ab 1500 v. Chr. als mündliche Tradition vorliegen. In diesen erscheint ein vielfältiges Pantheon an Göttern, von denen die meisten männlich sind. Sie bilden Gruppen von himmlischen, atmosphärischen und irdischen Gottheiten. Agni stellt z. B. eine irdische Gottheit dar als Gott des Feuers, Vayu ist eine atmosphärische Wind-Gottheit, Surya, der Sonnengott, ist eine Gottheit des Himmels, ebenso Indra. Indra stellt auch die höchste Gottheit dar und die meisten Hymnen des Rigveda handeln von ihm. Die nachfolgend wichtigsten Gottheiten waren Soma und Agni. Auch Varuna und Mitra spielten eine bedeutendere Rolle, die Maruts und die Ashvins sowie Ushas, die Morgenröte.
Götter, die später in den Hinduismus übergegangen sind, waren Vishnu und Rudra. Vishnu galt im vedischen Pantheon als solare Gottheit, die mit dem Opferritual verbunden war, Rudra galt als dunkle Gottheit, die später in den Shiva-Kult einging.
Die antike vedische Religion ist die mit Abstand ähnlichste Religion zur hypothetischen (ur-)indogermanischen Religion und zeigt Parallelen zur antiken griechischen Religion, zur römischen Religion sowie zur altnordischen Religion.

## Glaube
Die vedische Religion unterscheidet sich in vielen Dingen vom heutigen Hinduismus. So gibt es in der vedischen Religion kein Konzept für Reinkarnation, Samsara oder Nirwana. Die alte vedische Religion glaubte an ein Leben nach dem Tod in Form von „Geistern“. Diese befinden sich hauptsächlich in einer oder mehreren “Geisterwelten”; Dimensionen, in denen sowohl Verstorbene als auch andere Geistwesen und Götter existieren. In seltenen Fällen verblieben diese aber in der physischen Dimension als „ruhelose Geister“. Laut vedischen Traditionen können Geister und Götter von der Geisterwelt aus Einfluss auf die physische Welt nehmen.
Ahnenverehrung durch einen ausgeprägten Ahnenkult bildet einen der wichtigsten Aspekte der vedischen Religion. Noch heute sind Spuren dieses Ahnenkultes weit verbreitet und werden in Form von „Śrāddha“ fortgeführt.

## Mythologie
Als eines der beherrschenden Themen der Veden gilt die Schlacht zwischen den Göttern und den Dämonen (Asuras), symbolischer Ausdruck der Gegensätze von Gut und Böse, von Schöpfung und Zerstörung. Gleich diesen Schlachten war die vedische Mythologie in Dualismen begründet, denen von Göttern und Dämonen, Gut und Böse, Himmel und Erde, männlich und weiblich. Das heroische Element drückt sich beispielsweise in der Mythologie des Indra aus.
Die Veden zeigen einen ländlichen Hintergrund auf, eine städtische Kultur ist nicht zu erkennen, so dass es keinerlei Anhaltspunkte gibt, dass die vedische Religion Teil der Industal-Kultur (ca. 2500–1700 v. Chr.) war.

## Shrauta-Rituale
Shrauta waren halb-öffentliche, komplexe Rituale der vedischen Religion. Die Bezeichnung Shrauta stammt von Shruti ab, den grundlegenden vedischen Schriften. Die Shrauta-Rituale hatten die Funktion, die kreativen Kräfte der Natur aufrechtzuerhalten. Zu diesem Zwecke dienten ausgearbeitete Gesten, die mit den Elementarkräften in Resonanz standen, um den Kosmos zu rekreieren oder zu durchdringen. Im Zentrum dieser Rituale stand der Yajamana, der Opferpriester.
Aufbau der Shrauta-Rituale:
1. Die Priester des Rigveda und Yajurveda führten koordinierte Rituale aus, bei Soma-Opfern war auch ein Vertreter des Samaveda beteiligt.
2. Textpassagen dieser Veden (Mantras) wurden rezitiert.
3. Feuerplätze wurden benutzt, um verschiedene Substanzen zu opfern, z. B. Milch, Ghee und Joghurt, Reis, Teile von Opfertieren und Soma.[15] Das Getränk Soma wird vor allem im neunten Liederkreis des Rigveda, Hymnus 67, erwähnt.[16]

Der Altar, Vedi, wurde in Ost-West-Richtung aufgebaut und war mit heiligem Gras bedeckt. Er bildete das Zentrum des vedischen Rituals. Zu diesem Altar sollten die Götter kommen, wenn sie mit den Opfergaben zufrieden waren. Es gab drei Feuerplätze um den Altar, die benutzt wurden, um den Göttern zu opfern, den verstorbenen Ahnen und häusliche Opfer darzubringen. Je nach Form des Rituals waren an diesen einer bis siebzehn Priester beteiligt. Agnihotra bezeichnet das Opfern von Milch oder Reis am Morgen, die Opfergaben wurden dabei in den drei Feuern dargebracht. Darsapurnamasa bezeichnet das Opfern von Milch und Getreide zu Neumond und Vollmond, Nirudhapasubandha bezeichnet Opfern von Tieren.
Wesentlich für vedische Rituale waren Gesänge und Chanting. Musikinstrumente wurden selten im Zusammenhang mit Ritualen erwähnt. Beim Mahavrata-Ritual wurden die Erdtrommel bhumidundubhi und große hölzerne Kriegstrommeln dundubhi geschlagen.
Die Hauptgottheit der Opfer war Prajapati, der Herr der Geschöpfe, der für Ganzheit und Vollständigkeit stand, und demgemäß das Jahr repräsentierte. Die Opfer waren kalendarisch ausgerichtet in Beziehung zu den Tagen und zum ganzen Jahr. Der Opferpriester und seine Gattin hatten zumindest die täglichen Agnihotras und die Darsapurnamasas auszuführen, darüber hinausgehend ein halbjährliches Soma-Opfer und ein jährliches Soma-Opfer sowie von den Jahreszeiten abhängende Vegetations-Opfer. Die Priester hatten 30 Jahre diese Opfer auszuführen, falls sie nicht starben oder zu alt für die Aufführung der Opfer waren.

## Grihya-Rituale
Die Shrauta waren sehr kostspielige, aufwendige Rituale, weshalb sie wahrscheinlich nur von Königen und Brahmanen-Spezialisten aufgeführt wurden, obwohl sie in der Literatur einen breiten Platz einnehmen.
Häusliche Rituale, die weniger komplex waren, wurden Grihya (von Griha: Haus) genannt, die von jedem Haushalt ausgeführt werden konnten, weniger vedische Kenntnisse erforderten und mit nur einem rituellen Feuer versehen waren.
Die Grihyasutras wurden in Anlehnung an die Shrautasutras geschaffen, als Handbücher für häusliche Rituale. Die Grihya-Rituale selbst scheinen jedoch auf ältere Bräuche zurückzugehen, bis in die Zeit des Rigveda, in der es einfache Rituale zum Schutz und Wohl der häuslichen Gemeinschaft gab, die einfach strukturiert und individuell ausgeführt wurden.
Man kann vereinfacht drei Grundformen der häuslichen Rituale feststellen: An den Shrauta-Kalender angelehnte regelmäßige Opferungen im häuslichen Feuer, die weniger komplex waren als die Shrautas, Samskaras, zumeist gab es 18 davon, und Rituale der Volkskultur wie Zeremonien und Gebräuche, die in den Grihyasutras formalisiert waren.
Alle Formen vedischer Schulen hatten eigene Grihyasutras, die sich auf unterschiedliche Veden wie den Yajurveda, den Samaveda und den Rigveda beziehen.

## Vedische Rituale im heutigen Hinduismus
Die Tradition der vedischen Rituale stellt die älteste Form religiöser Praxis weltweit dar und wurde bis ins 21. Jahrhundert überliefert. Die vedischen Rituale sind mindestens 3500 Jahre alt. Die Shrauta-Feuer werden heutzutage von Abhitagnis und ihren Ehefrauen ausgeführt, die meisten Shrauta-Spezialisten folgen der Familientradition des schwarzen Yajurveda als Apastamba Subsekte des Taittiriya-Zweiges. Die Shrauta sind besonders in Tamil Nadu und an der Küste Andhra Pradeshs verbreitet. Die Shrauta werden zumeist aus Gründen der Tradition aufrechterhalten, die meisten Abitagnis können die vedischen Schriften nicht lesen.
Weiter verbreitet als die Shrautas ist das Rezitieren vedischer Schriften, die Rezitationstechniken und die Pädagogik dieser vedischen Schulen wurde über tausende von Jahren überliefert. In Zentral- und Südindien existieren auch heutzutage noch vedische Schulen, die Schriftrezitation unterrichten. Rezitiert werden hauptsächlich der Rigveda, der Samaveda und die Taittiriya-Samhitas. Im Zuge der Modernisierung Indiens verschwinden jedoch auch diese vedischen Schulen mehr und mehr.
Weit verbreitet sind vedische Übergangsriten, die jedoch fast ausschließlich in der Brahmanen-Kaste ausgeführt werden. Die überlieferten vedischen Riten sind beschränkt auf die Namensgebungszeremonie, die Initiation in die vedischen Schriften, die auch stattfindet, wenn der Initiand niemals in seinem Leben einen vedischen Text gelesen hat, Hochzeit und Tod. In vielen Hindu-Tempeln haben die Priester diese Zeremonien erlernt, teilweise sind die Riten angepasst an die jeweilige Sekte.
Das Opfern von Gaben in einem Feuer (homa, auch yajna) ist bis heute ein Element des Hinduismus und geht auf die vedische Religion zurück.
Die Veden hatten einen starken Einfluss auf viele spätere Werke des Hinduismus wie das Mahabharata, die Puranas, die Tantras und „orthodoxe“ philosophische Literatur, die als vedisch bezeichnet werden und sich auf die „vedische Tradition“, eine Bezeichnung für den Hinduismus, beziehen.
Die Kalasha im nördlichen Pakistan folgen einer animistischen Religion, die von einigen Historikern, darunter Michael Witzel, als Überbleibsel der vedischen Religion angesehen wird. Andere Historiker bezeichnen die Religion der Kalasha als „antiken Hinduismus“.